# حمام نيوزيلندي
الكِيرِي أو الحَمَامُ النيوزيلندي هو نوع يتبعُ فصيلة الحماميَّة في نيوزيلندا. وُصَفَ يوهان غملين الطَّائر في عام 1789 على أنه حمامة كبيرة يصل طولها إلى 50 سم (20 بوصة) ووزنها 550-850 جم (19-30 أوقية)، مع صدر أبيض وريش أخضر؛ أزرق قزحي. تُعِرِّفَ على نوعين فرعيين؛ الثانية - حمامة نورفولك في جزيرة نورفولك - انقرضت في أوائل القرن العشرين. أزواج الكيري أحادية الزواج، تتكاثر على مدار مواسم متتالية وتبقى معًا عندما لا تتكاثر. تبني أعشاشِها بِأغصان الأشجار، مع مخلب بيضة واحدة.